# Benny Van Brabant
Benny Van Brabant (Hasselt, 8 mei 1959) is een voormalig Belgisch wielrenner.

## Belangrijkste overwinningen
'
1982
- 4e etappe deel B Ronde van Nederland
- 2e etappe Ronde van de Oise

1984
- 1e etappe deel B Dauphiné Libéré
- 2e etappe Tour de l'Avenir
- 6e etappe Tour de l'Avenir
- Binche-Doornik-Binche

1985
- 4e etappe Critérium du Dauphiné Libéré
- 8e etappe Critérium du Dauphiné Libéré
- 3e etappe Ronde van de Oise

1986
- 2e etappe deel B Ronde van Burgos
- 5e etappe deel A Ruta del Sol
- 1e etappe Ronde van Murcia
- 3e etappe Ronde van Murcia
- 4e etappe deel B Ronde van Murcia

1989
- 6e etappe Ronde van Portugal
- 4e etappe Vuelta Castilla y Leon

1990
- 7e etappe Ronde van Spanje

## Resultaten in voornaamste wedstrijden
| Jaar | Ronde van Italië | Ronde van Frankrijk | Ronde van Spanje |
| ---- | ---------------- | ------------------- | ---------------- |
| 1982 |                  | 118e                | 24e              |
| 1983 |                  | opgave              |                  |
| 1984 |                  |                     | 66e              |
| 1985 |                  | 129e                |                  |
| 1986 |                  |                     | 86e              |
| 1987 | 68e              |                     |                  |
| 1988 | opgave           |                     | 54e              |
| 1989 |                  |                     | 64e              |
| 1990 |                  |                     | 83e (1)          |
| 1991 |                  |                     |                  |
| 1992 |                  |                     |                  |

| Jaar | Milaan-San Remo | Gent-Wevelgem | Ronde van Vlaanderen | Amstel Gold Race | Luik-Bast.‑Luik | Waalse Pijl | Parijs-Brussel | Brabantse Pijl |
| ---- | --------------- | ------------- | -------------------- | ---------------- | --------------- | ----------- | -------------- | -------------- |
| 1982 | 43e             |               |                      |                  | 35e             |             |                |                |
| 1983 |                 |               |                      |                  | 38e             |             |                |                |
| 1984 |                 |               |                      |                  |                 |             | 39e            |                |
| 1985 |                 | 49e           |                      | 13e              | 20e             |             |                | 8e             |
| 1986 |                 |               |                      |                  |                 |             |                |                |
| 1987 |                 |               |                      |                  |                 |             |                |                |
| 1988 |                 |               |                      |                  |                 |             |                |                |
| 1989 |                 |               |                      |                  |                 |             |                |                |
| 1990 |                 |               | 73e                  |                  | 52e             | 67e         |                |                |
| 1991 |                 | 154e          |                      |                  | 12e             | 19e         | 7e             | 5e             |
| 1992 |                 |               | 95e                  |                  |                 |             |                | 6e             |